# Megalèmids
Els megalèmids (Megalaimidae) són una família d'ocells que comprèn els barbuts d'Àsia. Antany eren situats a la família dels capitònids, amb la resta de barbuts, però avui són classificats en la seva pròpia família, dins l'ordre dels Piciformes. Hi ha unes 25 espècies que viuen en zones boscoses des del Tibet fins a Indonèsia.
Totes les espècies d'aquesta família estan situades al gènere Megalaima, excepte Psilopogon pyrolophus i Caloramphus fuliginosus. Aquesta última, és tan diferent com per a justificar la ubicació en una subfamília pròpia, Calorhamphinae, mentre que la resta dels barbuts d'Àsia constitueixen els Megalaimatinae.

## Morfologia
En general tenen un aspecte rabassut, amb un cap gran, i un gran bec vorejat amb truges. L'espècie més grossa és Megalaima virens, amb 210 g de pes i 33 cm de grandària, que dins de l'ordre és superat en grandària únicament pels tucans.

## Hàbitat i distribució
Els barbuts asiàtics són en general aus de la profunditat del bosc. L'espècie Megalaima haemacephala està adaptada a la vida als clars del bosc i als matolls.
La major diversitat en espècies es concentra al voltant de la península de Malaca i Sumatra, el que fa pensar que potser la família es va originar allí.

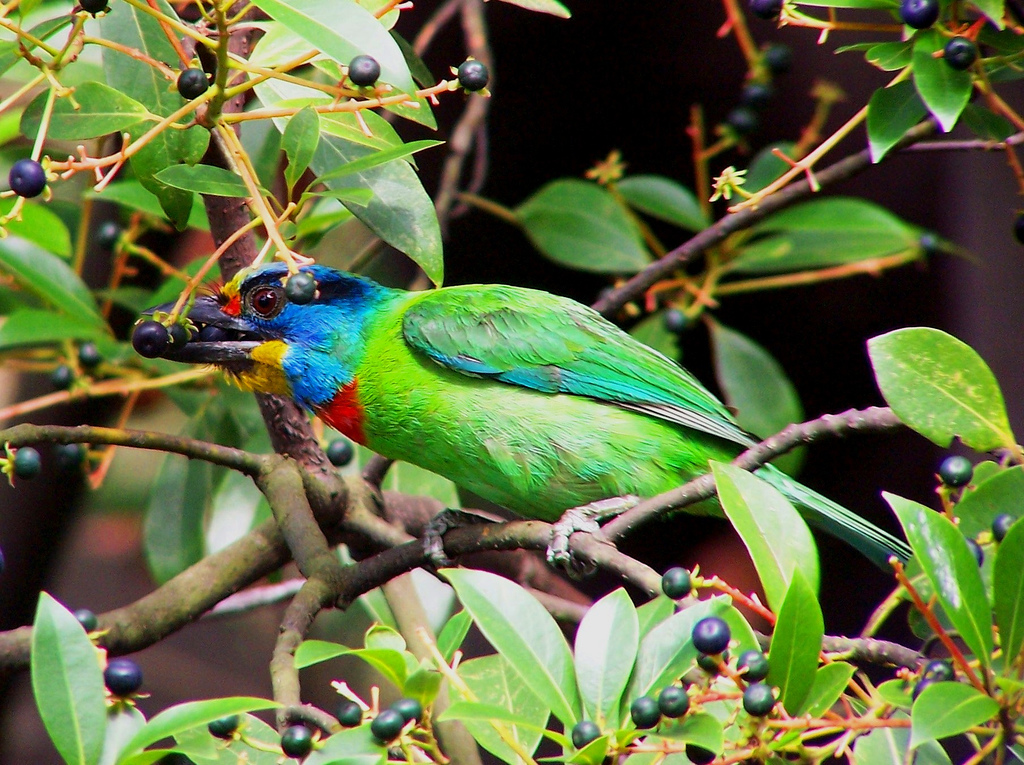
Com en la major part de les espècies, la fruita és el principal aliment de Megalaima oorti

## Alimentació
Són principalment aus solitàries que s'alimenten d'insectes i fruites. Les figues del gènere Ficus són les fruites més importants pels barbuts d'Àsia. Una gran figuera pot atraure barbuts de diverses espècies a més de frugívors d'altres. A més de les figueres poden visitar moltes altres espècies d'arbres fruiters; un individu es pot alimentar de fins a 60 espècies diferents al seu territori. També acudeixen a les plantacions per menjar fruites cultivades. S'engoleixen la fruita sensera, regurgitant després el material no digerible, com ara el cor amb les llavors. No és habitual la regurgitació al niu (com fan els tucans). Poden ser importants agents en la dispersió de llavors en la selva tropical.
A més de fruita també mengen artròpodes que capturen recercant per les branques i troncs. Depreden sobre un ampli ventall d'insectes, com ara formigues, cigales, libèl·lules, grills, llagostes, escarabats, arnes i pregadéus. També escorpins i centpeus i unes poques espècies poden agafar petits vertebrats com sargantanes, granotes i dragons.

## Reproducció
No es coneixen detalladament els costums de nidificació de moltes espècies. De la mateixa manera que molts altres Piciformes, els seus nius es troben en forats fets en un arbre, i en general ponen 2 - 4 ous, que coven 13-15 dies.

## Relació amb els humans
En general, hi ha molta interacció entre els barbuts d'Àsia i els éssers humans. Algunes espècies, com Megalaima virens i Megalaima lineata freqüenten les plantacions i horts, especialment en l'Índia. També se capturen pel comerç d'aus de gàbia, per la seva coloració vistosa.

## Estatus i conservació
Encara que cap de les espècies de barbuts d'Àsia es considera en perill, diverses espècies són intolerants a desforestació i els cal bosc vell per sobreviure. Per exemple, a Singapur, d'entre les espècies que habitaven la zona, només roman en ella Megalaima rafflesii, que tolera els boscos secundaris. Des de la dècada de 1960 ha colonitzat l'illa Megalaima haemacephala, que ha ampliat la seva àrea de distribució.

## Taxonomia
No està del tot resolt si Capitonides, un gènere europeu del Miocè inferior i mitjà (23-12 milions d'anys) pertany a aquesta família o a la dels Barbuts africans (Lybiidae). De fet, i ja que aquestes aus prehistòriques semblen un tucà primitiu, podrien ocupar una posició més basal al clade dels tucans-barbuts.
S'han classificat en 35 espècies.
- Subfamília Megalaimatinae
  - Gènere Caloramphus, amb dues espècies.
  - Gènere Psilopogon, amb 33 espècies, moltes de les quals han estat incloses a Megalaima.